# Onafhankelijkheidsplein (Paramaribo)

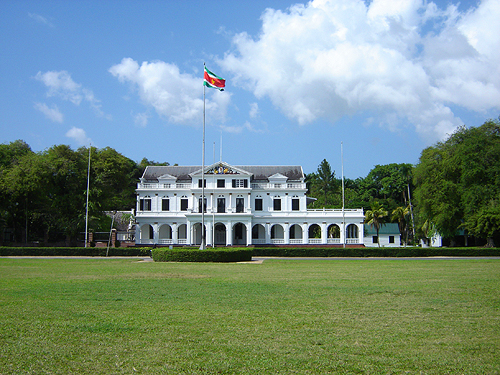
Presidentieel Paleis met de Surinaamse vlag

Het Onafhankelijkheidsplein, voor de onafhankelijkheid Gouvernementsplein, Oranjeplein en Eenheidsplein, is een groot plein in de historische binnenstad van Paramaribo, de hoofdstad van Suriname.

## Beschrijving
Het plein ligt in de historische binnenstad vlak bij de Surinamerivier. Het plein zelf is van gras. Om het plein staan enkele belangrijke gebouwen. Voor 1975 werd het plein ook het Gouvernementsplein, het Oranjeplein of het Paradeplein genoemd.

## Activiteiten
Op het Onafhankelijkheidsplein vinden allerlei bijeenkomsten plaats, variërend van festiviteiten tot betogingen.
Tot de jaren 2010 werd de Vogeltjesmarkt gehouden,  wat een wedstrijd met zangvogels was. Deze werd verplaatst naar andere delen van de stad.

## Bouwwerken
In tegenstelling tot de vele huizen in Paramaribo die van hout gemaakt zijn, zijn de gebouwen aan het Onafhankelijkheidsplein van steen gebouwd. Deze rode stenen zijn typerend voor de periode toen Suriname een kolonie van Nederland was, want schepen namen deze stenen als ballast mee uit Europa. Ook hebben de houten huizen vaak roodstenen funderingen.
Aan het plein ligt het Presidentieel Paleis. Dit was tot 1975 het Gouvernementshuis. De tuin ervan vormde vroeger een geheel met de Palmentuin die erachter ligt. Het paleis dateert uit de 18e eeuw en werd in 2011 gerenoveerd. Ook veel andere gebouwen aan het plein zijn monumenten.
Verder staat de Congreshal sinds 1999 op de plek waar voorheen het Palace Hotel stond, dat bestond uit enkele samengevoegde panden. In de Buiten-Sociëteit Het Park aan de overkant van de weg, gebouwd in 1952, is sinds 1996/97 de De Nationale Assemblée gevestigd.

### Monumenten
De volgende panden aan het Onafhankelijkheidsplein staan op de monumentenlijst:
| Omschrijving | Bouwjaar   | Adres                     | Coördinaten                 | Objectnummer? | Afbeelding                    |
| --- | ---------- | ------------------------- | --------------------------- | ------------- | ----------------------------- |
| gouverneurswoning / Presidentieel Paleis Het voormalige Gouverneurshuis waar vroeger de gouverneur van Suriname woonde, dateert uit de 18de eeuw en is diverse keren uitgebouwd. Sinds de onafhankelijkheid in 1975 is het als Presidentieel Paleis van de Republiek Suriname in gebruik. Erachter ligt de Palmentuin, die vroeger een geheel vormde met de tuin van het gouverneurshuis. | 1685-1911  | Onafhankelijkheidsplein 1 | 5° 49' 37" NB, 55° 9' 5" WL | APO 011       | Meer afbeeldingen Upload foto |
| woonhuis: Huis Du Plessis De bouwer van dit pand uit de 18e eeuw is onbekend. Na enkele eigenaren werd het eerst gehuurd en later aangekocht door plantagehoudster Susanna du Plessis. Het is lange tijd in gebruik geweest van het Ministerie van Binnenlandse Zaken. In de jaren 1967/68 werd het geheel gerenoveerd. Begin 21e eeuw is hier het Instituut van de First Lady gevestigd. | circa 1740 | Onafhankelijkheidsplein 2 | 5° 49' 37" NB, 55° 9' 8" WL | APO 012       | Meer afbeeldingen Upload foto |
| overheidskantoor Dit roodstenen gebouw is volgens sommigen geïnspireerd op de Stadhuis van Groningen, met een witte houten achthoekige klokkentoren uit 1836. De klok geeft de nationale tijd van Suriname aan. Het ontwerp was van stadsarchitect Johan August Voigt. De eerste steen werd op 25 juni 1836 gelegd en in 1841 werd het als stadhuis in gebruik genomen. Niet lang daarna werd het een ministerie. Voor het gebouw staan enkele Dorische zuilen, afgedekt door een driehoekig fronton, waarin in 1913 een bronzen medaillon met de afbeelding van koning Willem III werd aangebracht. Tot circa 2020 deed het dienst als het ministerie van Financiën. | 1836-1841  | Onafhankelijkheidsplein 3 | 5° 49' 36" NB, 55° 9' 8" WL | APO 013       | Meer afbeeldingen Upload foto |
| Hof van Justitie Dit gebouw is eigendom van het ministerie van Justitie en Politie. Het werd oorspronkelijk in 1755 gebouwd en werd in 1772 door de overheid van Anna Du Four gekocht en in 1793 geheel herbouwd. Het werd in 2011 gerestaureerd. Ernaast, gescheiden door een straat, staat nog een houten gebouw van het ministerie. | 1793       | Onafhankelijkheidsplein 4 | 5° 49' 35" NB, 55° 9' 9" WL | APO 014       | Meer afbeeldingen Upload foto |
| woonhuis |            | Onafhankelijkheidsplein 7 | 5° 49' 34" NB, 55° 9' 8" WL | BPO 001       | Meer afbeeldingen Upload foto |
| woonhuis |            | Onafhankelijkheidsplein 8 | 5° 49' 33" NB, 55° 9' 7" WL | BPO 002       | Meer afbeeldingen Upload foto |
| woonhuis De Dixiebar, een vroeg-19e-eeuws houten gebouw, dat tussen 1920 en 1967 fungeerde als café. |            | Onafhankelijkheidsplein 9 | 5° 49' 33" NB, 55° 9' 7" WL | BPO 003       | Meer afbeeldingen Upload foto |

## Gedenktekens

### Op en om het plein
Op het plein staan twee grote standbeelden: het standbeeld van Johan Adolf Pengel voor het voormalige Ministerie van Financiën en het standbeeld van Jagernath Lachmon voor de Congreshal.
Tot de Onafhankelijkheidsverklaring stond op het plein een standbeeld van Koningin Wilhelmina. Dit werd op 24 november weggehaald uit angst voor opstanden, zoals die in Indonesië waren geweest. Op de plek waar het beeld stond werd toen een vlaggenmast geplaatst voor de nieuwe Surinaamse vlag, die sindsdien gebruikt wordt. Het beeld werd verplaatst naar Fort Zeelandia, waar de majesteit nu uitkijkt over de Surinamerivier in de richting van de Jules Wijdenboschbrug.
Het plein zelf kent de volgende gedenktekens:
| Onderwerp                              | Type       | Kunstenaar              | Onthulling | Omschrijving                                       |
| -------------------------------------- | ---------- | ----------------------- | ---------- | -------------------------------------------------- |
| Standbeeld van Johan Adolf Pengel      | standbeeld | Stuart Robles de Medina | 1974       | Johan Adolf Pengel, partijvoorzitter en premier    |
| Standbeeld van Jagernath Lachmon       | standbeeld | Erwin de Vries          | 2002       | Jagernath Lachmon, partij- en parlementsvoorzitter |
| 40 jaar staatkundige onafhankelijkheid | plaquette  | onbekend                | 2015       | 40-jarig jubileum onafhankelijkheid                |
| Wilhelminaboom                         | cederboom  | n.v.t.                  | 1898       | troonsbestijging koningin Wilhelmina               |
| Medaillon van koning Willem III        | gravure    | Abraham Salm            | 1913       | afschaffing slavernij tijdens Willem III           |

### Ter hoogte van de Waterkant
Bij het Onafhankelijkheidsplein staan langs de Waterkant de volgende gedenktekens:
| Onderwerp                         | Type         | Kunstenaar           | Onthulling | Omschrijving        |
| --------------------------------- | ------------ | -------------------- | ---------- | ------------------- |
| Hindoestaanse immigratie          | niemboom     | n.v.t.               | 1948       | 75-jarig jubileum   |
| Hindoestaanse immigratie          | plaquette    | Krishnapersad Khedoe | 1979       | 106-jarig jubileum  |
| Ketikoti                          | plaquette    | onbekend             | 2018       | 155-jarig jubileum  |
| Monument voor de Gevallenen       | standbeeld   | Charles Nieleveld    | 1950       | Tweede Wereldoorlog |
| Koreaanse Oorlogsmonument         | beeldengroep | onbekend             | 2009       | Koreaanse Oorlog    |
| Gesneuvelde militairen en burgers | obelisk      | onbekend             | 2016       | Binnenlandse Oorlog |
| Hart van de Liefde                | ijzerwerk    | onbekend             | 2019       | liefdesslot         |

### Vlaggenplein
Het Vlaggenplein bestond tot 2024. Tussendoor, op 25 februari 2012, werd een nieuw Vlaggenplein op het Onafhankelijkheidsplein aan de overkant van De Nationale Assemblée ingewijd. In totaal stonden er 38 masten met permanent de vlaggen van Suriname, van de landen die in Suriname een ambassade hebben, van de Caricom-lidstaten en van de organisaties waar Suriname lid van is, zoals de Verenigde Naties. Het Vlaggenplein bleef bestaan tot 2024, toen hier de bouwwerkzaamheden begonnen voor een Amfitheater.

## Stadsbrand van 1821

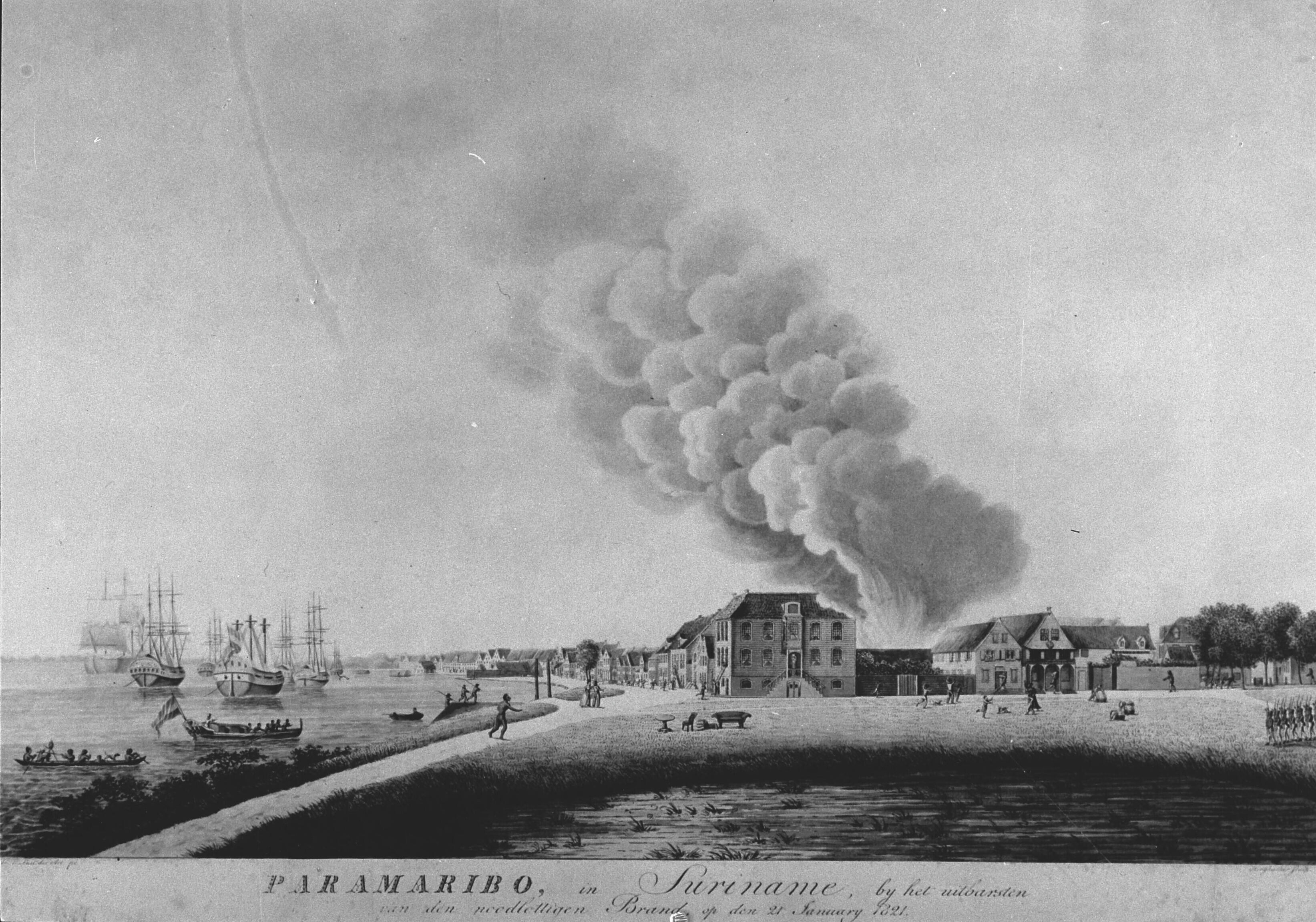
Prent van de stadsbrand van 1821

Op zondagmiddag 21 januari 1821 brak rond half twee brand uit in een huis op de hoek van het Gouvernementsplein en de Waterkant. De brand bleef vervolgens overslaan op andere huizen tot de brand de volgende dag om twaalf uur onder controle was. In tien straten brandden alle huizen af. Ook andere straten werden zwaar getroffen, waaronder huizen aan het Gouvernementsplein, zoals het toen heette.